# Baiyü

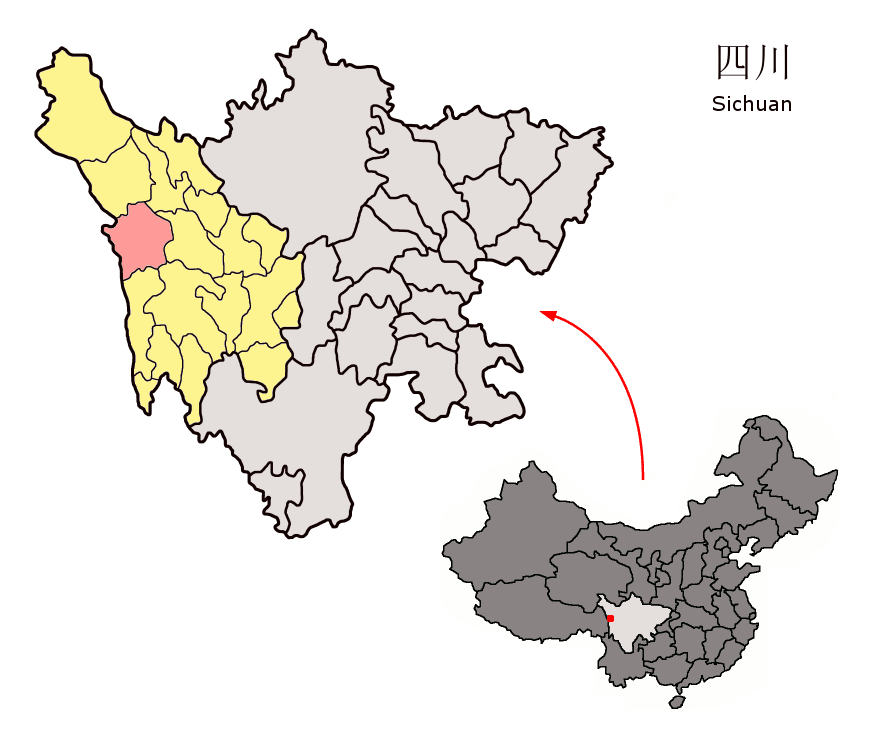
Lage des Kreises Baiyü (rosa) im Autonomen Bezirk Garzê der Tibeter (gelb).

Der Kreis Baiyü (tibetisch: དཔལ་ཡུལ།, Umschrift nach Wylie: dpal yul, auch Pelyül), chinesisch 白玉县, Pinyin Báiyù Xiàn, ist ein Kreis, der zum Verwaltungsgebiet des Autonomen Bezirks Garzê der Tibeter im Nordwesten der chinesischen Provinz Sichuan gehört. Sein Hauptort ist die Großgemeinde Jianshe (chinesisch 建设镇, Pinyin Jiànshè Zhèn – „Aufbau“). Die Fläche beträgt 10.240 Quadratkilometer und die Einwohnerzahl 59.524 (Stand: Zensus 2020). 1999 zählte Baiyü 41.156 Einwohner.

## Administrative Gliederung
Auf Gemeindeebene setzt sich der Kreis aus einer Großgemeinde und sechzehn Gemeinden zusammen. Diese sind (chin.):
- Großgemeinde Jianshe 建设镇

- Gemeinde Jinsha 金沙乡
- Gemeinde Ronggai 绒盖乡
- Gemeinde Zhangdu 章都乡
- Gemeinde Marong 麻绒乡
- Gemeinde Hepo 河坡乡
- Gemeinde Rejia 热加乡
- Gemeinde Denglong 登龙乡
- Gemeinde Zengke 赠科乡
- Gemeinde Acha 阿察乡
- Gemeinde Maqiong 麻邛乡
- Gemeinde Liaoxi 辽西乡
- Gemeinde Nata 纳塔乡
- Gemeinde Anzi 安孜乡
- Gemeinde Gaiyu 盖玉乡
- Gemeinde Shama 沙马乡
- Gemeinde Shanyan 山岩乡

## Ethnische Gliederung der Bevölkerung (2000)
Beim Zensus im Jahr 2000 hatte Baiyü 42.013 Einwohner.
| Name des Volkes | Einwohner | Anteil |
| --------------- | --------- | ------ |
| Tibeter         | 39.828    | 94,8 % |
| Han             | 2.095     | 4,99 % |
| Hui             | 41        | 0,1 %  |
| Yi              | 14        | 0,03 % |
| Qiang           | 10        | 0,02 % |
| Uiguren         | 6         | 0,01 % |
| Bai             | 5         | 0,01 % |
| Mongolen        | 3         | 0,01 % |
| Miao            | 3         | 0,01 % |
| Sonstige        | 8         | 0,02 % |